# Otto Pertuss
Otto Pertuss (* 22. April 1872 in Osnabrück; † 8. August 1935 in Danzig) war ein deutscher Industriemanager und Politiker.

## Leben
Otto Pertuss war seit Beginn des 20. Jahrhunderts in Danzig beruflich tätig. So wurde sein Sohn Robert Pertuss, der spätere Vorstand von BMW, 1904 in Danzig geboren. Von 1923 bis 1935, dem Jahr seines Todes, war er Generaldirektor der Waggonfabrik AG Danzig.
1920 bis 1924 war Pertuss Volkstagsabgeordneter und Senator im Nebenamt der Freien Stadt Danzig ohne Geschäftsbereich im Senat Sahm I. Er gehörte der DNVP an. Das Corps Borussia Danzig verlieh ihm 1923 die Corpsschleife.